# Lucie Silvas
Lucie Joanne Silverman (Kingston upon Thames, 4 de Setembro de 1977) é uma cantora e compositora britânica, mais conhecida pela música "What You're Made Of", o primeiro single do seu álbum de estreia, Breathe In.
Após se mudar para Nashville, Tennessee, Lucie começou a se inspirar no ambiente local, resultando em músicas mais country.

## Biografia
Nascida em Kingston upon Thames, na Grande Londres, seu pai é natural da Nova Zelândia e de ascendência judaica, já sua mãe é cristã e natural da Escócia.
Lucie aprendeu a tocar piano com 5 anos e escreveu sua primeira música com 10 anos. Ela se mudou várias vezes entre os países de seus pais e a Inglaterra.

## Carreira

### 2000-02
Em 2000, Lucie assinou com a Chrysalis Records, subsidiária da EMI Records, lançando em junho seu single de estreia, "It's Too Late", que alcançou a posição 62 na UK Singles Chart. Um álbum denominado Forget Me Not, era planejado para lançamento, mas com a má recepção do single, a gravadora cancelou seu contrato.
Em 2001, a Chrysalis Records contactou-a novamente, desta vez para compor músicas. Ela assinou um contrato com uma editora e apesar de estar sem uma gravadora para lançar as suas músicas, ela continuou a escrever. Teve músicas gravadas e lançadas por vários artistas britânicos, incluindo Sarah Whatmore, Gareth Gates, Rachel Stevens e Liberty X. Várias das músicas escritas por ela se tornaram hits.

### 2003-05: Breathe In
Em 2003, Lucie assinou com a Mercury Records, e gravou o seu primeiro álbum de estúdio devidamente lançado, Breathe In. Produzido por Mike Peden, Grande parte do álbum foi co-escrito por Judie Tzuke, para quem Silvas prestou apoio vocal durante muitos anos. A BBC Radio 2 encomendou um espectáculo de rádio para acompanhar ela, apoiando a sua carreira.
O primeiro single do álbum, What You're Made Of, entrou nas tabelas oficiais do Reino Unido, no sétimo lugar, e algumas semanas depois, o álbum atingiu o décimo primeiro lugar. Seguiram-se aparições na televisão em "Ivor Novello", tributo a Elton John e "All Time Greatest Love Songs" com Ronan Keating. Silvas lançou então o segundo single do álbum, "Breathe In", que estreou em sexto lugar, a melhor posição alcançada por ela até hoje. A canção também entrou na trilha internacional da novela Como Uma Onda, exibida pela Rede Globo em 2004.
De seguida, lançou mais singles: "The Game Is Won", "Don't Look Back" e re-lançou "Forget Me Not", alcançaram respectivamente as posições 38, 34 e 76 nas tabelas.
Na sequência do lançamento de seu álbum no Reino Unido, ela levou a sua música ao resto da Europa, incluindo a Alemanha e os Países Baixos, onde alcançou críticas muito favoráveis e lançou Nothing Else Matters, um cover da banda de heavy metal Metallica. Breathe In foi relançado nos Países Baixos com uma edição especial de dois CD’s.
Voltou a relançar What You're Made Of, agora em duetos espanhol e francês, respectivamente com Antonio Orozco e Grégory Lemarchal. Uma versão especial da canção, juntamente com a Metropole Orchestra, foi lançada nos Países Baixos. Em 2003, protagonizou um dueto com a cantora espanhola Natalia Rodríguez, numa canção intitulada "This Time". Em 2004, escreveu o primeiro single do terceiro álbum dela, "Sombras".
Lucie embarcou na sua segunda turnê britânica em Novembro de 2005, depois de Breathe In ter sido cerificado como platina no Reino Unido. Continuou a escrever durante este tempo, colaborando com o escritor aclamado pela crítica, Eg White, com quem ela escreveu o single Who Am I para Will Young.

### 2006-07: The Same Side
O segundo álbum estúdio de Lucie Silvas, The Same Side, foi gravado em 2006. Foi lançado em Outubro de 2006 nos Países Baixos e em Março de 2007 no Reino Unido e no resto da Europa. O primeiro single lançado no Reino Unido, "Last Year", foi estreado na BBC Rádio 2 em Agosto de 2006, e o dueto com Marco Borsato, "Everytime I Think of You", foi o primeiro single lançado nos Países Baixos.
O álbum foi produzido por Danton Supple, que também produziu "X&Y" do Coldplay. Na Holanda, "Everytime I Think Of You" alcançou a posição 35 nas tabelas de downloads. Tornou-se seu primeiro single a atingir o topo da tabela dos Países Baixos.
"Last Year" foi o primeiro single no Reino Unido, alcançando o 79º lugar neste país, e ainda o 114º na Irlanda. Na sequência deste revés, a Mercury Records decidiu adiar o lançamento de um novo álbum no Reino Unido, que tinha sido agendado para Outubro de 2006. Acabou por ser re-marcado para 12 de Março de 2007. O segundo single escolhido foi Sinking In, uma canção pop/rock lançada em 5 de Março de 2007 no Reino Unido e na Irlanda, estando apenas disponível para download, não entrou nas tabelas.
O álbum atingiu a posição 62 no Reino Unido, na sua primeira semana, tendo vendido apenas 8000 cópias. Na segunda semana, o álbum saiu do Top 100, vendendo apenas 2000 exemplares. Um DVD de The Same Side foi lançado na Holanda.

### 2008-16: Letter to Ghosts
Com o fracasso comercial de The Same Side, Silvas foi demitida pela Mercury Records. Ela então começou a trabalhar em novas músicas em Nashville, Tennessee e Nova Iorque, além de estúdios no Reino Unido. Várias demos foram gravadas e postadas no MySpace da cantora.
Em fevereiro de 2011, ela revelou o conteúdo de seu próximo álbum, Letter to Ghosts. Nesse tempo, Silvas também escreveu músicas para vários outros artistas e para o drama musical da NBC, "Smash".
Em 3 de fevereiro de 2015, ela lançou seu EP auto-denominado, nos Estados Unidos e no Canadá. Produzido por ela mesmo, John Osborne e Ian Fitchuk, o EP foi lançado pela sua própria gravadora "Furthest Point", via Caroline Records.
Letter to Ghosts, o álbum completo, foi lançado em 8 de setembro de 2015, com uma forte influencia da cena local de Nashville.

### 2017-presente: E.G.O.
Em 31 de maio de 2018, Silvas anunciou seu quarto álbum de estúdio, E.G.O., e lançou o primeiro single, "Kite", no mesmo dia. O álbum foi lançado em 24 de agosto de 2018.

## Discografia

### Álbuns
| Ano  | Álbum             | Posição nas Tabelas | Posição nas Tabelas | Posição nas Tabelas | Posição nas Tabelas | Posição nas Tabelas | Indústria Fonográfica Britânica | MegaCharts - Holanda | Promusicae        | Vendas Mundiais |
| Ano  | Álbum             | R.U.                | HOL                 | ESP                 | AUT                 | FRA                 | Indústria Fonográfica Britânica | MegaCharts - Holanda | Promusicae        | Vendas Mundiais |
| ---- | ----------------- | ------------------- | ------------------- | ------------------- | ------------------- | ------------------- | ------------------------------- | -------------------- | ----------------- | --------------- |
| 2000 | Forget Me Not     | Não Lançado         | Não Lançado         | Não Lançado         | Não Lançado         | Não Lançado         | —                               | —                    | —                 |                 |
| 2004 | Breathe In        | 11                  | 1                   | 7                   | 13                  | 50                  | Platina (300,000)               | Platina (70,000)     | Platina (100,000) | 600,000+        |
| 2006 | The Same Side     | 62                  | 5                   | 31                  | —                   | —                   | — (30,000)                      | Ouro (40,000)        | — (30,000)        | 100,000+        |
| 2015 | Letters to Ghosts | —                   | —                   | —                   | —                   | —                   |                                 |                      |                   |                 |
| 2018 | E.G.O.            | —                   | —                   | —                   | —                   | —                   |                                 |                      |                   |                 |

### Singles
| Ano  | Single                                                  | Álbum                            | Posição nas Tabelas | Posição nas Tabelas | Posição nas Tabelas | Posição nas Tabelas | Posição nas Tabelas | Posição nas Tabelas | Posição nas Tabelas | Posição nas Tabelas | Posição nas Tabelas | Posição nas Tabelas | Posição nas Tabelas |
| Ano  | Single                                                  | Álbum                            | R.U.                | IRL                 | HOL                 | BEL                 | ESP                 | SUI                 | ALE                 | FRA                 | AUT                 | SUÉ                 | EUR                 |
| ---- | ------------------------------------------------------- | -------------------------------- | ------------------- | ------------------- | ------------------- | ------------------- | ------------------- | ------------------- | ------------------- | ------------------- | ------------------- | ------------------- | ------------------- |
| 2000 | "It's Too Late"                                         | Forget Me Not                    | 62                  | -                   | -                   | -                   | -                   | -                   | -                   | -                   | -                   | -                   | -                   |
| 2004 | "What You're Made Of"                                   | Breathe In                       | 7                   | 19                  | 23                  | -                   | 12                  | 46                  | 73                  | -                   | 22                  | 21                  | 27                  |
| 2005 | "Breathe In"                                            | Breathe In                       | 6                   | 34                  | 41                  | -                   | 16                  | -                   | 86                  | -                   | -                   | -                   | 39                  |
| 2005 | "The Game Is Won"                                       | Breathe In                       | 38                  | -                   | -                   | -                   | -                   | -                   | -                   | -                   | -                   | -                   | -                   |
| 2005 | "Don't Look Back"                                       | Breathe In                       | 34                  | 48                  | -                   | -                   | -                   | -                   | -                   | -                   | -                   | -                   | -                   |
| 2005 | "Forget Me Not" (Re-lançamento)                         | Breathe In                       | 76                  | -                   | 48                  | -                   | -                   | -                   | -                   | -                   | -                   | -                   | -                   |
| 2006 | "Nothing Else Matters"                                  | Breathe In                       | -                   | -                   | 13                  | -                   | 1                   | -                   | 38                  | -                   | -                   | -                   | 160                 |
| 2006 | "Même Si (What You're Made Of)" (com Grégory Lemarchal) |                                  | -                   | -                   | -                   | -                   | -                   | 26                  | -                   | 2                   | -                   | -                   | 21                  |
| 2006 | "What You're Made Of" (Castelhano) (com Antonio Orozco) |                                  | -                   | -                   | -                   | -                   | 1                   | -                   | -                   | -                   | -                   | -                   | -                   |
| 2006 | "Everytime I Think of You" (com Marco Borsato)          | The Same Side (Only Netherlands) | -                   | -                   | 1 (5)               | 5                   | -                   | -                   | -                   | -                   | -                   | -                   | 88                  |
| 2006 | "Last Year"                                             | The Same Side                    | 79                  | 114                 | 66                  | -                   | 12                  | -                   | -                   | -                   | -                   | -                   | -                   |
| 2006 | "The Only Ones" (com Reamonn)                           | Wish (Re-Issue)                  | -                   | -                   | -                   | -                   | -                   | 37                  | 23                  | -                   | 26                  | -                   | 96                  |
| 2007 | "Sinking In"                                            | The Same Side                    | -                   | -                   | -                   | -                   | -                   | -                   | -                   | -                   | -                   | -                   | -                   |

### Composições para outros cantores
- Gareth Gates - "It Ain't Obvious" (álbum What My Heart Wants to Say)
- Liberty X - "Jumpin'", "Take Me Home" e "I Just Wanna" (álbum Being Somebody)
- Michelle McManus - "I'll Never Know" (álbum The Meaning of Love)
- Natalia Rodríguez - "Sombras" (álbum Natalia)
- Rachel Stevens - "I Got the Money" e "Silk" (álbum Funky Dory), "Shoulda Thought of That" (CD single "More, More, More") e "Spin that Bottle" (CD single "Some Girls").
- S Club - "Bittersweet" (álbum Seeing Double)
- Will Young - "Who Am I" (álbum Keep On)